# Фрік (Ааргау)
Фрік (нім. Frick) — громада  в Швейцарії в кантоні Ааргау, округ Лауфенбург.

## Географія
Громада розташована на відстані близько 80 км на північний схід від Берна, 13 км на північ від Аарау.
Фрік має площу 10 км², з яких на 24,2% дозволяється будівництво (житлове та будівництво доріг), 46% використовуються в сільськогосподарських цілях, 29,2% зайнято лісами, 0,6% не є продуктивними (річки, льодовики або гори).

## Демографія
2019 року в громаді мешкало 5655 осіб (+16,9% порівняно з 2010 роком), іноземців було 26,6%. Густота населення становила 568 осіб/км².
За віковим діапазоном населення розподілялося таким чином: 19,7% — особи молодші 20 років, 62,3% — особи у віці 20—64 років, 18% — особи у віці 65 років та старші. Було 2413 помешкань (у середньому 2,3 особи в помешканні).
Із загальної кількості 3756 працюючих 66 було зайнятих в первинному секторі, 949 — в обробній промисловості, 2741 — в галузі послуг.